# アンドレ・コリンバ
アンドレ・コリンバ (フランス語: André Kolingba、1935年8月12日 - 2010年2月7日) は、中央アフリカ共和国の軍人、政治家。1981年から1993年まで同国の元首を務めた。中央アフリカ民主連合（RDC）の指導者。

## 生涯
1935年、フランス領ウバンギ・シャリの首都であったバンギで生まれる。フランス軍に入隊し、1960年に中央アフリカ共和国が独立するとその軍に加わった。1979年にダヴィド・ダッコが皇帝ボカサ1世を追放して大統領となると、軍の参謀総長となった。
1981年、コリンバはダッコをクーデターで追放し、政権を奪取した。コリンバは国家再建軍事委員会の議長として元首の座に就き、アンジュ＝フェリクス・パタセら反対派を追放した。1985年には大統領に就任したが、その政権運営は独裁的で、政党はRDCの一党しか認められず、また自らの属するヤコマ人を筆頭とする南部出身者を重用し、北部人との対立を引き起こした。
1993年、経済難などを理由に民主化運動が激化。コリンバは複数政党制を認めざるを得なくなり、選挙の結果パタセ元首相が大統領に就任。コリンバは下野した。
2001年、コリンバ派の軍人がパタセ大統領に対するクーデターを起こしたが、失敗。コリンバはウガンダへと逃亡した。
2010年2月7日、パリにおいて死去した。

## 家族
息子のデジレ・コリンバは、2014年2月、国民移行評議会による大統領選出選挙で決選投票まで残ったものの、カトリーヌ・サンバ＝パンザに敗れている。